# Cyril Weidenborner
Cyril Anthony "Cy" Weidenborner (Saint Paul, Minnesota, 30 de març de 1895 - Northome, Minnesota, 26 de novembre de 1983) va ser un jugador d'hoquei sobre gel estatunidenc que va competir a començaments del segle xx.
El 1920, un cop superada la Primera Guerra Mundial, va prendre part en els Jocs Olímpics d'Anvers, on guanyà la medalla de plata en la competició d'hoquei sobre gel. N'era el porter reserva.